# Бывальковский сельсовет
Бывальковский сельсовет — административная единица на территории Лоевского района Гомельской области Белоруссии. Административный центр — деревня Бывальки.

## История
23 сентября 2011 года упразднена деревня Добрый Рог.

## Состав
Бывальковский сельсовет включает 12 населённых пунктов:
- Будище — посёлок
- Бывальки — деревня
- Глушец — деревня
- Городок — деревня
- Деражичи — деревня
- Майск — посёлок
- Новая Лутава — деревня
- Севки — агрогородок
- Синск — деревня
- Старая Лутава — деревня
- Тесны — деревня
- Тростенец — деревня